# BYD

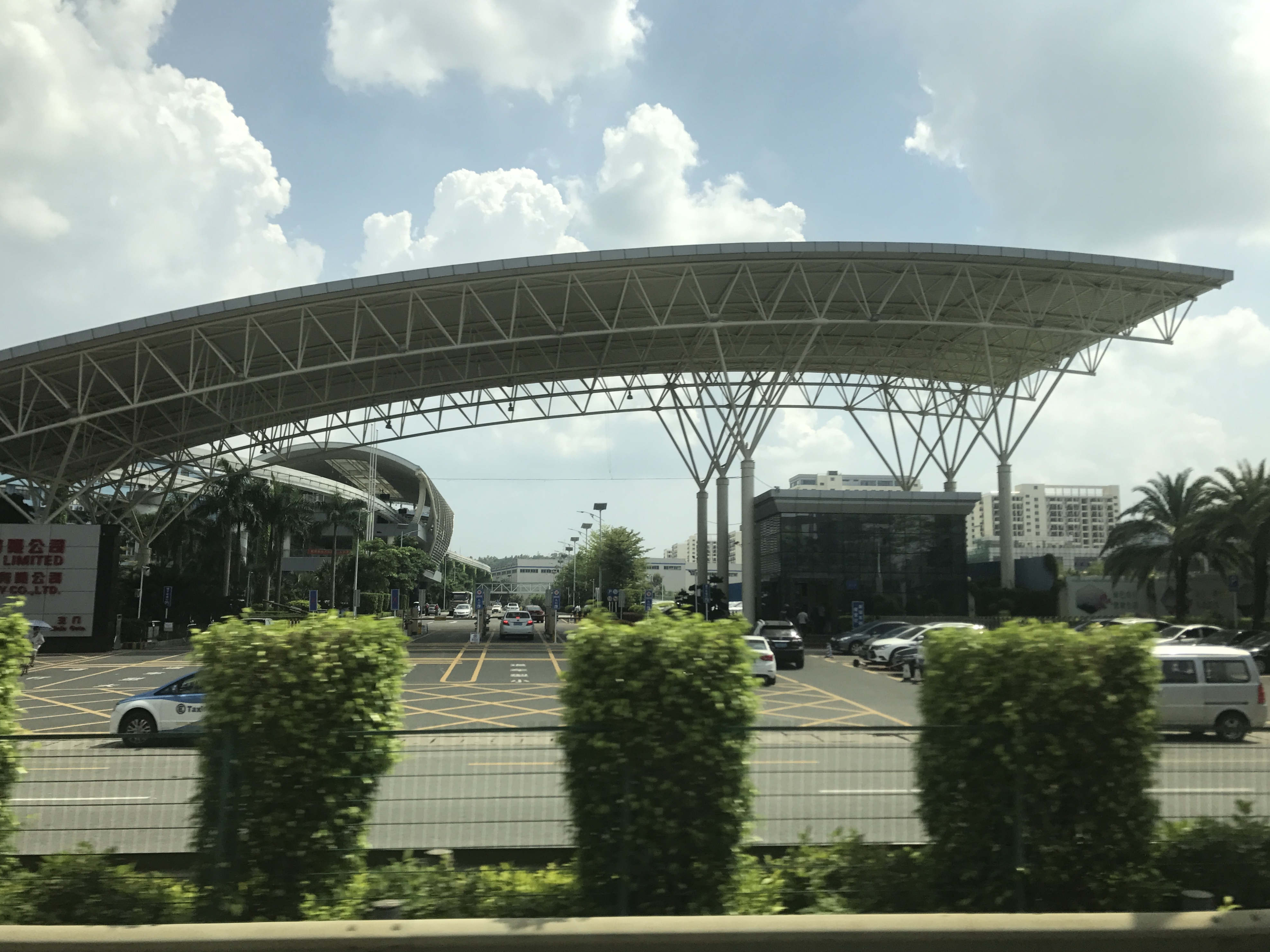
Siedziba BYD w Shenzhen

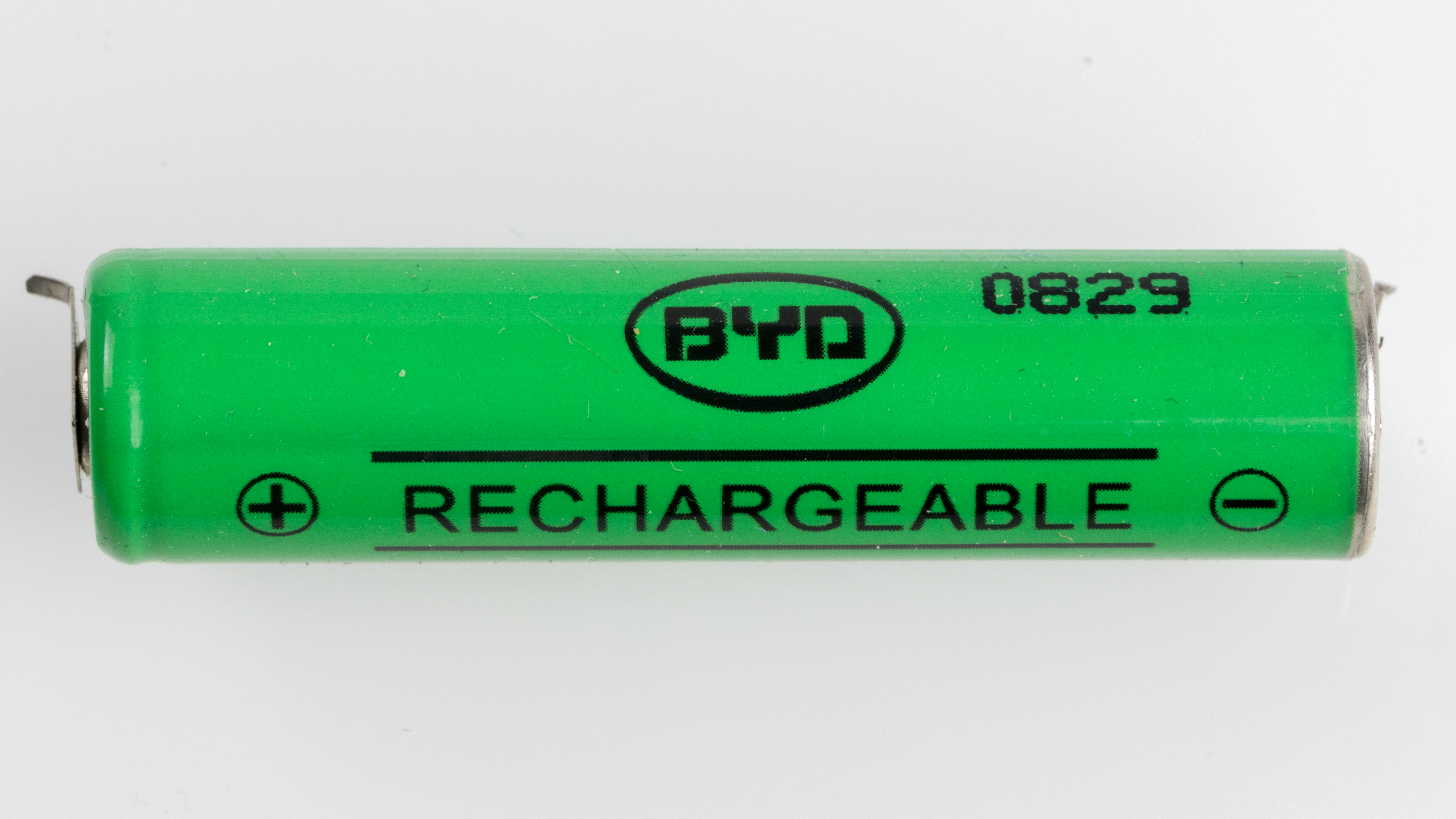
Bateria BYD

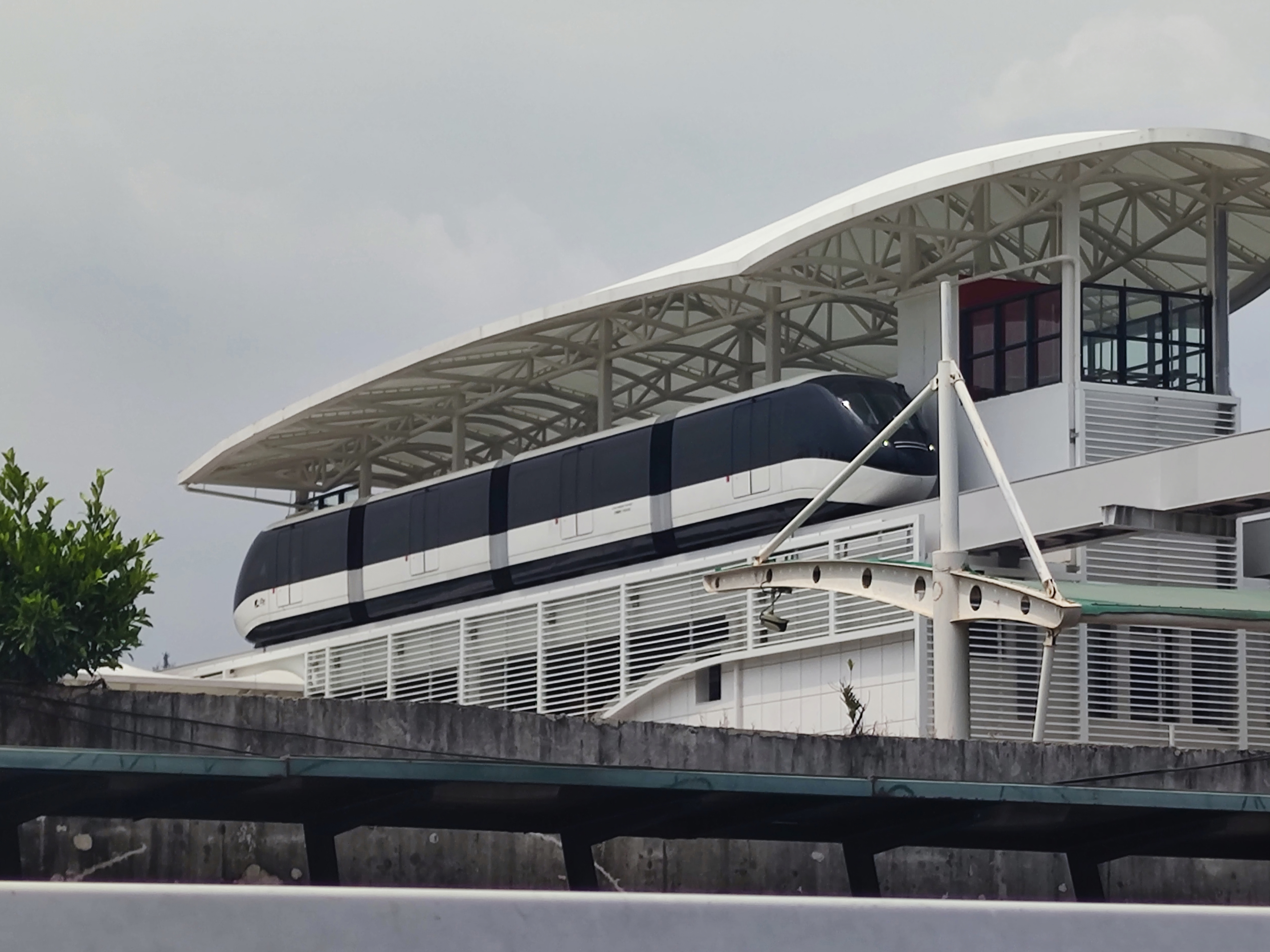
Pociąg SkyShuttle konstrukcji BYD

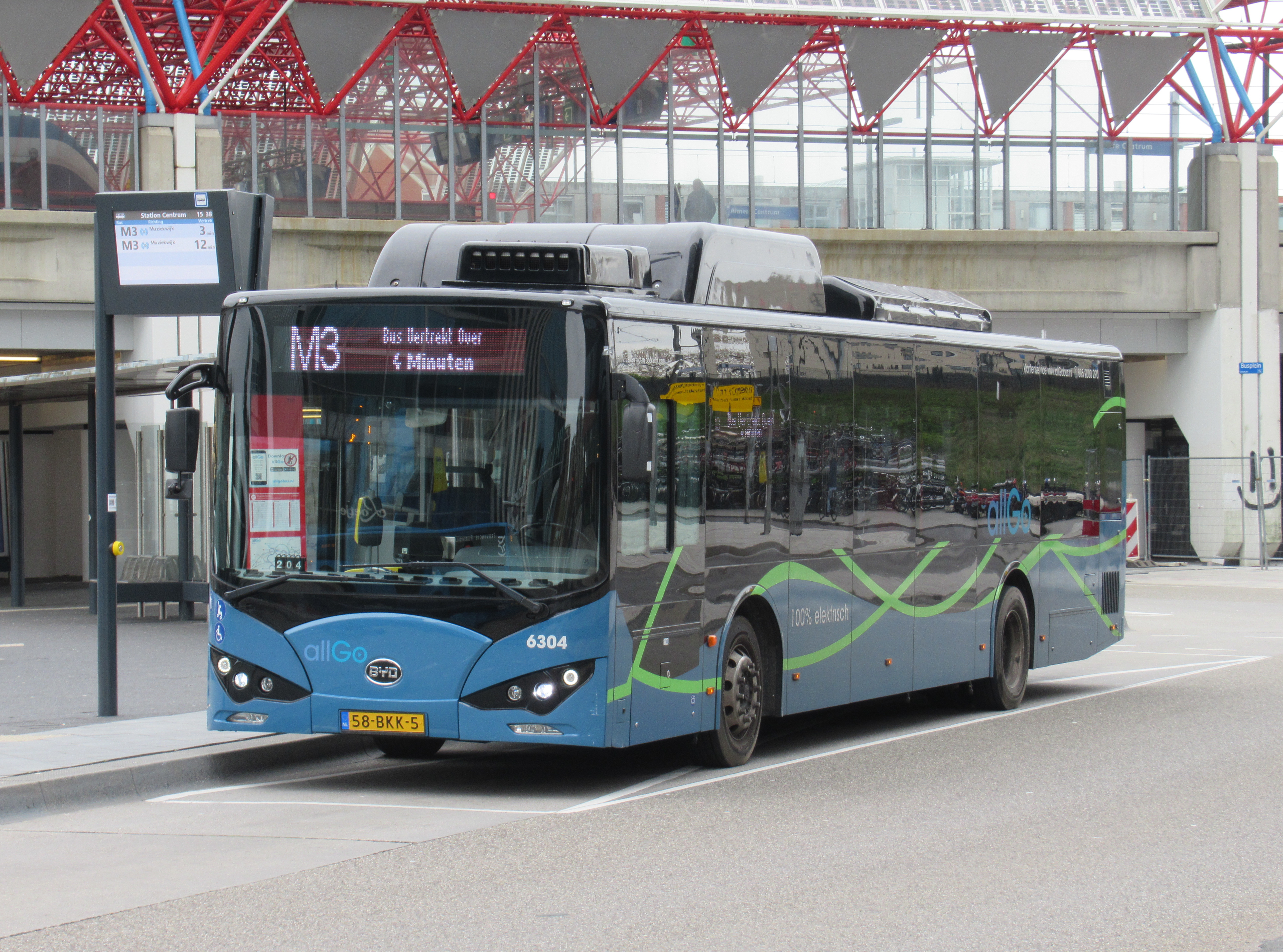
Autobus BYD K9U

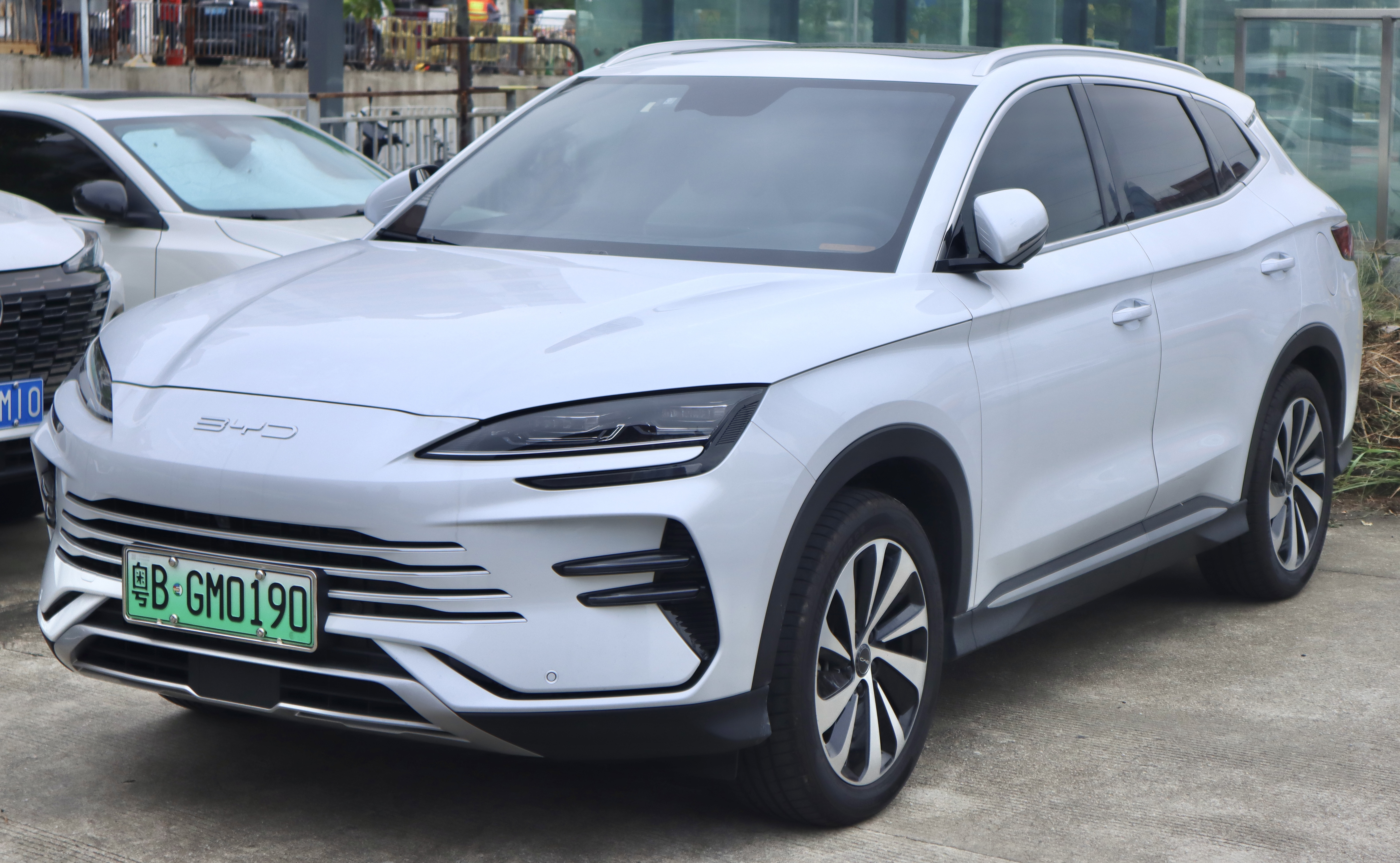
Samochód BYD Song Plus

BYD (chiń. upr. 比亚迪) – chiński prywatny holding zajmujący produkcją samochodów osobowych, użytkowych oraz autobusów, a także akumulatorów, paneli fotowoltaicznych, pociągów i wózków widłowych, działający od 1995 roku, z siedzibą w Shenzhen.

## Struktura holdingu BYD
- BYD
  - BYD Auto
    -       - Denza
      - Fangchengbao
      - Yangwang

    - BYD Hino
    - BYD Toyota

  - BYD Forklift
  - BYD Electronic
  - BYD Semiconductor
  - BYD Transit Solutions
  - FinDreams

## Historia

### Początki
W 1995 roku Wang Chuanfu, 30-letni chemik i absolwent Centralnego Uniwersytetu Południowego w Changsha, zrezygnował pracy w państwowym instytucie zajmujący się pracą badawczą nad technologią akumulatorów litowo-jonowych. Razem ze swoim kuzynem Lu Xiangyangiem zgromadził 20 współpracowników, zaciągnął pożyczkę na 2,5 miliona juanów i uruchomił niewielkie przedsiębiorstwo Yadi Electronics mające wówczas na celu wytwarzać akumulatory dla producentów elektroniki użytkowej. Rozpoczęło ono działalność w kolejnym, 1996 roku, stając się poddostawcą głównie dla producentów zyskujących wówczas na popularności telefonów komórkowych.
Wraz z uruchomieniem operacji, Wang Chuanfu zdecydował się dokonać korekty nazwy firmy na Biyadi Electronics, dodając przedrostek powstały z fonetycznego zapisu angielskiej wymowy litery „B”. Motywowane to było podbiciem widoczności m.in. w alfabetycznych spisach firm podczas wydarzeń branżowych, tworząc nowy wyraz bez głębszego znaczenia. Po korekcie po raz pierwszy przyjęto także nazwę międzynarodową, tworząc w oparciu o chińskie Biyadi sztuczny skrótowiec – BYD. Dla uwiarygodnienia tak zbudowanej nazwy, hasłem przedsiębiorstwa stał się odtąd odpowiadający każdej z liter „BYD” slogan „Build Your Dreams” (ang. buduj swoje marzenia).

### Rozwój i dywersyfikacja
W 2000 firma została głównym dostawcą baterii dla amerykańskiej Motoroli, a w 2002 roku – fińskiej Nokii. W 2003 roku Wang Chuanfu kupił niewielkiego producenta miejskich samochodów Qinchuan Automobile wraz z jego fabryką w chińskim Xi’an, przychodząc w ten sposób do realizacji wcześniejszych planów poszerzenia swojej działalności o branżę motoryzacyjną. Jeszcze w tym samym roku przejęta firma zmieniła nazwę na BYD Auto, a jej dotychczasowy produkt Qinchuan Flyer przemianowano na BYD Flyer – stając się pierwszym samochodem marki BYD. Dwa lata później, w 2005 roku, firma zaprezentowała swój pierwszy opracowany od podstaw model w postaci kompaktowego F3. W 2007 roku BYD Electronic stało się odrębną firmą skoncentrowaną na produkcji m.in. baterii i akumulatorów, a macierzysty BYD przyjął odtąd rolę holdingu zarządzającego wielobranżowymi oddziałami.
W 2008 roku zadebiutowała hybrydowa odmiana BYD-a F3, będąca pierwszym samochodem z elektryfikowanym napędem. Wtedy też perspektywicznym BYD Auto zainteresował się amerykański miliarder i inwestor Warren Buffett, który kupił 10-procentowy pakiet akcji w chińskiej firmie. Druga dekada XXI wieku przypadła na intensywny rozwój oferty modelowej BYD Auto, a także ekspansję na rynki zagraniczne wraz z budową zakładów produkcyjnych. W 2013 roku BYD jako pierwszy chiński podmiot otworzył swoją fabrykę w Stanach Zjednoczonych, W 2016 roku BYD uruchomił kolejną spółkę, tym razem wkraczającą do branży pociągów wysokich prędkości. W 2020 roku z kolei powstały oddziały skoncentrowane na produkcji półprzewodników (BYD Semiconductor), a także komponentów do samochodów elektrycznych (FinDreams).
Z początkiem 2022 BYD Auto zaprzestało produkcji samochodów spalinowych, koncentrując się odtąd tylko na napędach hybrydowych i elektrycznych. W styczniu 2024 BYD poinformował, że jego motoryzacyjny oddział po 20 latach działalności stał się najpopularniejszym producentem samochodów elektrycznych w poprzedzającym, 2023 roku, stając się także najpopularniejszą marką samochodów w Chinach i wypychając z tej pozycji dotychczasowego lidera, Volkswagena.
BYD stopniowo poszerza swoją obecność w Europie. Na polskim rynku marka odnotowała wzrost liczby rejestracji z 12 pojazdów w 2023 roku do 449 w roku 2024. Wśród nich, model BYD Seal U DM-I odnotował 241 rejestracji w 2024 roku, podczas gdy w 2023 roku nie był jeszcze dostępny na rynku (0 rejestracji).